# 트라이베카

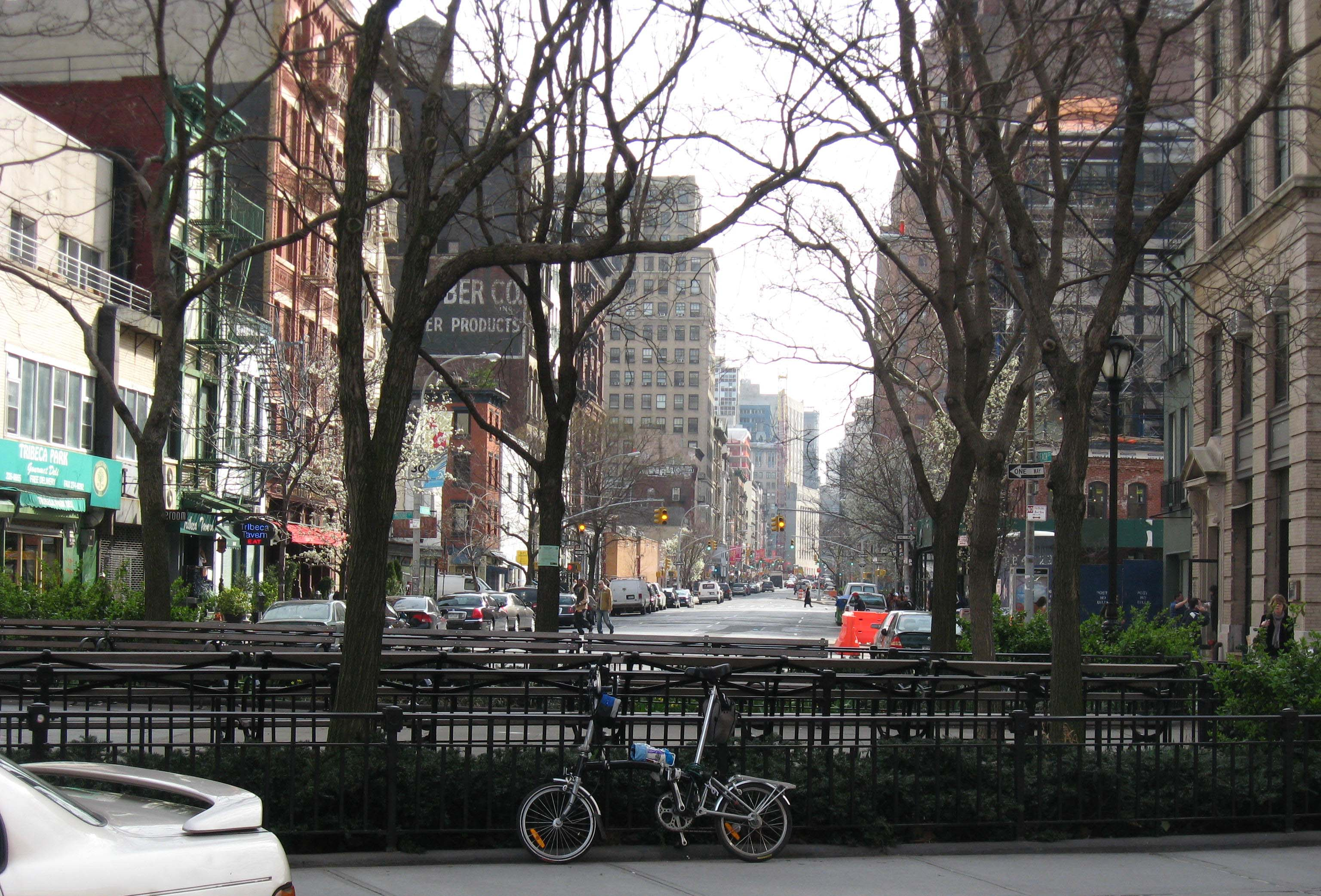
트라이베카 공원

트라이베카(TriBeCa)는 미국 로어맨해튼의 한 구역으로, Triangle below Canal Street의 약자이다. 매년 봄 트라이베카 영화제가 개최된다.